# RCA Studio II
RCA Studio II是一款由RCA于1977年1月推出的家用游戏机。Studio II游戏的图像是黑白色并且与早期的Pong和它們的克隆机类似。Studio II同样也没有游戏手柄或其他游戏控制器。游戏机内嵌两个具有十个按键的键盘。游戏平台能够发出一些简单的声响。
以遊戲機來說，它有兩個特別之處。第一，它內置5款遊戲；第二，它使用外置開關盒，同時進行將遊戲機的影像轉化成訊號並傳送至電視機，以及為遊戲機提供直流電。
Studio II是一款失敗的產品。在機能及畫面上，它都比稍早前發售的Fairchild Channel F差。加上10個月後，機能及畫面更強的Atari 2600亦正式發售。當1977年聖誕節的銷量未符合預期後，RCA決定停止生產Studio II並將餘下的遊戲機在市場上以極低價值出售。

## 簡介
Studio II的規格如下：
- RCA 1802微處理器，1.78MHz
- 2 KB ROM（包含5款內置遊戲）
- 512 Byte RAM
- RCA CDP 1861 "Pixie" 影像晶片，64x32，單色影像[3]

在遊戲機歷史上，它是第2款使用ROM卡帶的遊戲機。但是，與第1款（Fairchild Channel F）及第3款（Atari 2600）使用ROM卡帶的遊戲機比較，它猶如上一世代的產品。當第二世代的遊戲機都能夠呈現彩色畫面及使用以電線連接的控制器時，Studio II兩者都缺乏。
此外，Studio II的聲效只靠遊戲機上的喇叭。而且連接電視機及電源都使用自行研發的外置開關盒，都令它在當時遊戲機市場缺乏吸引力。
1978年，RCA宣佈聖誕節低價促銷，並同時停止Studio II的生產線。雖然RCA沒有公佈虧損數字，但RCA解雇120位負責在RCA於北卡羅萊納州的工廠生產此遊戲機的員工。部份分析指由於RCA Studio II只能呈現單色畫面，未能夠與呈現彩色畫面的遊戲機競爭。
除了Studio II外，其他國家也生產相似的克隆機。例如由法國或奧地利生產的MPT-02及日本東芝生產的Visicom COM-100。但是在遊戲機性能及畫面上都比Studio II優勢，例如遊戲畫面並非單色而是四色或以上；部分克隆機的控制器能夠抽出並由電線連接，又或是加設操縱桿等。

## 遊戲
- 內置遊戲[10][11]
  - 加數（Addition）
  - 保齡球（Bowling）
  - 塗鴉（Doodle）
  - 高速公路（Freeway）
  - 圖樣（Pattern）
- 發售遊戲
  - 電視街機I：太空戰役（TV Arcade I: Space War）
  - 電視街機II：有趣數字（TV Arcade II: Fun with Numbers）
  - 電視街機III：網球/壁球（TV Arcade III: Tennis/Squash）
  - 電視街機IV：棒球（TV Arcade IV: Baseball）
  - 電視街機系列：高速公路/標籤（TV Arcade Series: Speedway/Tag）
  - 電視街機系列：槍手/月球太空船戰役（TV Arcade Series: Gunfighter/Moonship Battle）
  - 電視校園I（TV School House I）
  - 電視校園II：有趣數學（TV School House II: Math Fun）
  - 電視賭場I：廿一點（TV Casino I: Blackjack）
  - 電視神秘系列：人體節律（TV Mystic Series: Biorhythm）

此外，還有一款可能的原型遊戲稱為賓果（Bingo），估計為電視賭場系列。而Studio II在其他國家也有不同的克隆機，當中有少量遊戲並沒有在美國發售：
- 星球戰役（Star Wars）
- 彈珠（Pinball或Flipper）

除了上述遊戲外，其他克隆機也推出與Studio II相同的遊戲。但是亦有小部分新增的遊戲。
- MPT-02遊戲[9]
  - MG-200 大禮包（塗鴉 Doodle、圖樣 Patterns、廿一點 Blackjack、保齡球 Bowling）
  - MG-201 賓果（Bingo）
  - MG-202 卡牌記憶（Concentration Match）
  - MG-203 星球戰役（Star Wars）
  - MG-204 有趣數學（Math Fun）
  - MG-205 彈珠（Pinball）
  - MG-206 人體節律（Biorhythm）
  - MG-207 網球/壁球（Tennis/Squash）
  - MG-208 有趣數字（Fun with Numbers）
  - MG-209 電腦測驗（Computer Quiz、即School House I）
  - MG-210 棒球（Baseball）
  - MG-211 高速公路/標籤（Speedway/Tag）
  - MG-212 太空戰爭搶截（Spacewar Intercept）
  - MG-213 槍戰/月球太空船（Gun Fight/Moon ship）
- COM-100遊戲[8]
  - CAS-110 算術練習（有趣數學 Math Fun、有趣數字 Fun with Numbers）
  - CAS-130 體育粉絲（棒球 Baseball、相撲 Sumo Wrestling）
  - CAS-140 賭徒I（廿一點 Blackjack）
  - CAS-141 賭徒II（老虎機 Slot Machine （页面存档备份，存于）、骰子 Dice）
  - CAS-160 太空司令部（太空戰役 Space War）
  - CAS-190 靈感（八卦 Bagua、人體節律 Biorhythm）